# Lã Thiệu
Lã Thiệu (giản thể: 吕绍; phồn thể: 呂紹; bính âm: Lǚ Shào) (?-400), tên tự Vĩnh Nghiệp (永業), gọi theo thụy hiệu là (Hậu) Lương Ẩn Vương ((後)涼隱王), là một hoàng đế có thời gian trị vì ngắn ngủi của nước Hậu Lương trong lịch sử Trung Quốc. Dù không phải là con trai cả của hoàng đế khai quốc Lã Quang song ông vẫn được coi là người kế thừa hợp pháp vì mẹ ông là vợ chính của vua cha. Không rõ về năm sinh của ông song khi lên ngôi vào năm 400, ông chưa đủ 19 tuổi.

## Dưới thời Lã Quang trị vì
Khi Lã Quang lập nước Hậu Lương vào năm 386 (ly khai từ chính quyền Tiền Tần), Lã Thiệu và Thạch phu nhân của Lã Quang đã không ở cùng ông, họ khi đó vẫn ở tại kinh thành Trường An của Tiền Tần. Hai người buộc phải chạy trốn đến Cừu Trì khi Trường An thất thủ trước Tây Yên vào năm 385. Đến năm 389, họ cùng với một người anh em của Lã Quang là Lã Đức Thế (呂德世) đến được lãnh thổ của Hậu Lương. Lã Quang lúc đó đang xưng là Tam Hà vương và đã lập Lưu Thiệu làm thế tử. Năm 396, sau khi Lã Quang xưng làm "Thiên vương", Lã Thiệu được lập làm thái tử.
Tuy nhiên, Lã Thiệu không phải là con trai cả của Lã Quang. Ông còn có ít nhất hai người anh trai khác là Thái Nguyên công Lã Toản và Thương Sơn công Lã Hoằng (呂弘), cả hai đều được coi là có tài quân sự. Lã Thiệu được coi là người yếu đuối và bất tài, và các kẻ thù của Hậu Lương (gồm Nam Lương và Bắc Lương) đã nắm lấy cơ hội này để tấn công Hậu Lương. Chiến dịch duy nhất mà Lã Thiệu tham gia được ghi lại là một trận vào mùa hè năm 399, khi đó ông và Lã Toản đã tiến đánh vua Bắc Lương là Đoàn Nghiệp. Đoàn Nghiệp cầu viện vua Nam Lương là Thốc Phát Ô Cô. Thốc Phát Lợi Lộc Cô được cử mang viện binh đến, Lã Thiệu và Lã Toản đã buộc phải rút lui.
Khoảng tết năm 400, Lã Quang lâm bệnh nặng, ra lệnh cho Lã Thiệu lên ngôi với danh hiệu Thiên vương còn bản thân mình trở thành Thái thượng hoàng. Lã Toản được giao phụ trách việc binh, và Lã Hoằng phụ trách việc triều chính. Lã Quang đã bảo ba người phải thống nhất, và Lã Thiệu nên tin tưởng các anh trai. Ông cũng bảo Lã Toản và Lã Hoằng rằng Lã Thiệu không có tài, nhưng là người kế vị hợp pháp, và rằng họ nên giúp em trai với lòng trung thành. Lã Quang qua đời ngay sau đó.

## Chính biến và qua đời
Ban đầu, Lã Thiệu đã không lập tức thông báo về cái chết của Lã Quang vì lo sợ rằng các kẻ thù có thể nhân dịp này mà tấn công, song Lã Toản đã phá cửa và dùng vũ lực để tiến vào hoàng cung và than khóc. Lã Thiệu trở nên sợ hãi và nhường ngôi cho Lã Toản song Lã Toản đã từ chối. Một người anh em họ của Lã Thiệu là Lã Siêu (呂超) sau đó đã bí mật thuyết phục Lã Thiệu rằng ông nên bắt và giết chết Lã Toản song Lã Thiệu đã từ chối.
Tuy nhiên, ngay sau đó, Lã Thiệu đã cử thuộc hạ là Khương Kỉ (姜紀) đi thuyết phục Lã Toản tiếp nhận lấy ngôi vị. Đến tối, Lã Toản dẫn tư binh tấn công hoàng cung. Lã Hoằng cũng hội quân với ông. Cận binh của Lã Thiệu ban đầu chống lại và một người trong số họ là Tề Tòng (齊從) đã đánh trúng vào đầu của Lã Toản với một thanh kiếm song không thể giết chết ông ta. Lã Siêu cũng cố trợ giúp cho Lã Thiệu, song quân của họ sợ hãi trước Lã Toản và tan rã. Lã Thiệu chạy trốn đến một cung điện và tự sát. Lã Toản lên ngôi và truy phong cho Lã Thiệu thụy hiệu là "vương" chứ không phải "đế".